# وزغاوات مدهشة
سقنقور ممسوخ أو الوزغاوات المدهشة (الاسم العلمي: Teratoscincus) أو وزغاوات عين الضفدع، هي أسرة وحيدة الجنس من الزواحف تتبع فصيلة الوزغية ضمن رتبة الحرشفيات. تضم 7 أنواع. تتواجد في قارة آسيا في باكستان والصين وإيران وفي الجزيرة العربية عند ضواحي قطر والإمارات العربية المتحدة وعُمان.